# Bømlabroen
Bømlabroen er en hængebro over Spissøysundet mellem Nautøy og Spissøy i Bømlo og Stord kommuner i Vestland fylke i Norge.
Længden er 998 meter med et hovedspænd på 577 meter. Brotårnene  er 105 meter over vandfladen, og gennemsejlingshøjden er 36 meter. Bømlabroen indgår i Trekantsambandet som del af riksvei 542. Broen blev åbnet den 27. december 2000.
Hængebroen er bygget med en tilkørselsdel, som hviler på 7 piller på den ene side og en kort tilkørselsdel på den anden side, uden piller.
Broen har to vejbaner og et fortov.
Tårnene og pillerne er bygget af beton. 
Selve brobanen hviler på en brokasse i stål. Kassen har en bredde på 13 meter og en højde på 2,6 meter.
Hovedkablerne er forankret direkte til bjerget.